# Nueva Pompeya
Nueva Pompeya é um bairro da cidade argentina de Buenos Aires. Localizado na Zona Sul da cidade, é um dos bairros proletários de maior tradição no tango.

## História

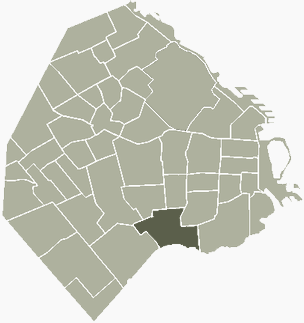
Mapa de Nueva Pompeya em Buenos Aires

Uma vez que o primeiro assentamento foi destruído e a segunda fundação de Buenos Aires por Don Juan de Garay ocorreu, as terras deste bairro, baixas e inundadas, não foram adjudicadas e permaneceram nas mãos do Chefe de Gabinete da Construção Cidadã e Mudança Cultural 17. Foi assim que essas terras foram passadas de mão em mão até chegarem a Bartolomé Burgos, que deu o nome ao vau que foi renomeado, Paso de Burgos.
Seu nome foi dado pela capela instalada em 1900, com o nome de "Virgen del Rosario de Pompeya".

## Cultura
Um tango muito popular, "Sul",  menciona o bairro assim: "Pompéia e além da inundação" O autor de sua poesia lírica foi o letrista  Radical, Homero Manzi, nascido em Añatuya,  Santiago del Estero, mas com base em Pompeyaa.
O quadro que pinta do início 1930, define tanto o espírito como a aparência física da vizinhança: "O canto do ferreiro, lama e pampa, sua casa, sua calçada e vala, e um perfume de ervas daninhas e de alfafa que enche o coração de novo."